# Dmitro Ivanovics Kocjubajlo
Dmitro Ivanovics Kocjubajlo (cirill betűkkel: Дмитро Іванович Коцюбайло), beceneve és rádiós hívójele Da Vinci (Zadnyisztranszke, 1995. november 1. – Bahmut, 2023. március 7.) ukrán önkéntes, majd hivatásos katona. A Majdan téri forradalom (más néven a méltóság forradalma), majd 2014-től az orosz–ukrán háború résztvevője. 2016-tól haláláig a 67. önálló gépesített dandár Da Vinci farkasai 1. önálló gépesített zászlóaljának parancsnoka. A bahmuti csatában vesztette életét.

## Életrajza
Az Ivano-frankivszki területen fekvő, napjainkban az Ivano-frankivszki járás Burstin községéhez tartozó Zadnyisztranszke faluban született. Dédapja az Ukrán Felkelő Hadsereg tagjaként harcolt. A hároméves középiskolai tanulmányait Bovsivban végezte, majd az Ivano-Frankivszki Művészeti Líceumban tanult.
2013 december elején Kijevbe utazott és résztvevője volt a Majdan téri forradalomnak. 2014 februárjában részt vett a Szakszervezetek házának védelmében. Az Ukrajnai elleni 2014-es orosz agresszió kezdetén, 18 évek korában csatlakozott a Jobboldali Szektor Önkéntes Ukrán Alakulathoz. 2014 tavaszán katonai kiképzésen vett részt, majd önkéntesként harcolt Kelet-Ukrajnában. 2014 tavaszán Da Vinci alakulata csatlakozott az orosz megszállás alá került Donyec medencei települések (Karlivka, Piszki, Avgyijivka) felszabadításához. 2014-ben Piszkinél súlyos sérülést szenvedett, amikor gránátszilánk találta el (az arca, a kulcscsontja és a bordái sérültek meg). Három hónap múlva, felépülése után visszatért a frontra. 2015 januárjában Kocjubajlót szakaszparancsnoknak, majd 2016. március 17-én az alakulat 1. rohamszázadának parancsnokává nevezték ki.
2020. augusztus 9-én a Jobboldali Szektor 7. kongresszusán a párt vezetőségének tagjává választották.
A kelet-ukrajnai háborúban tanúsított helytállásáért 2021. november 30-án Volodimir Zelenszkij elnök az Ukrajna hőse kitüntetést adományozta Dmitro Kocjubajlónak.
2022-ben a Kocjubajlo vezette századot zászlóalj nagyságúra bővítették, a Jobboldali Szektor Önkéntes Ukrán Alakulat egységeiből létrehozták az Ukrán Fegyveres Erők Szárazföldi Erőinek alárendeltségébe tartozó, Dnyipro központú a 67. önálló gépesített dandárt, ezzel a Kocjubajlo vezette zászlóalj is betagozódott az ukrán hadsereg szervezetébe.
A Da Vinci-zászlóalj az Ukrajna elleni 2022-es orosz invázió kezdetekor a Luhanszki területen található Scsasztya város körzetében tartózkodott.  A zászlóalj később részt vett a Zaporizzsjai területen folyó harcokban, a kijevi csatában, a herszoni csatában, a Krivij Rihnél és Bilohorivkánál zajló harcokban, valamint a harkivi ellentámadásban.
Egysége a bahmuti csatában harcolt a város védelménél. 2023. március 7-én orosz tüzérségi támadás során elszenvedett sérülésben (repesz okozta sérülés a nyakán) vesztette életét Bahmutnál.
2023. március 9-én Bovsiban és Burstinban tartottak búcsúztató szertartást, majd  március 10-én Kijevben a Szent Mihály-székesegyházban és a Majdan téren került sor a temetési szertartásra, amelyen megjelent Volodimir Zelenszkij elnök, Valerij Zaluzsnij, az Ukrán Fegyveres Erők főparancsnoka, Kirilo Budanov, a katonai hírszerző szolgálat (HUR) vezetője, valamint Olekszij Reznyikov védelmi miniszter és az ukrán hadsereg más vezetői. Aszkold sírjánál temették el.

## Magánélete
2017 óta élt kapcsolatban Alina Mihajlovával, aki az 67. önálló gépesített dandár Da Vinci farkasai 1. önálló gépesített zászlóalja egészségügyi szolgálatának parancsnoka, 2020-tól a Kijevi Városi Tanács képviselője. Kocjubajlo halála után is folytatja a katonai szolgálatot a kelet-ukrajnai fronton.